# Білл Дженнінгс
Білл Дженнінгс (англ. Bill Jennings, 28 червня 1917, Торонто — 29 листопада 1999, Нью Карлісл, Огайо) — канадський хокеїст, що грав на позиції крайнього нападника.

## Ігрова кар'єра
Професійну хокейну кар'єру розпочав 1938 року.
Протягом професійної клубної ігрової кар'єри, що тривала 9 років, захищав кольори команд «Детройт Ред-Вінгс» та «Бостон Брюїнс».